# Paul Nutarariaq
Paul Nutarariaq (Inuktitut ᐸᐅᓪ ᓄᑕᕋᕆᐊᖅ) ist ein kanadischer Schauspieler.

## Leben und Karriere
Nutarariaq wurde in Iglulik geboren. Später zog er nach Iqaluit. Sein Debüt gab er 2013 in den Kurzfilm Throat Song. Anschließend war er 2015 in Aviliaq: Entwined zu sehen.
2016 bekam er in dem Film Iqaluit eine Hauptrolle. Außerdem trat Nutarariaq 2018 in The Grizzlies auf. Für seine Rolle wurde er 2019 bei den 7. Canadian Screen Awards als Bester Schauspieler nominiert.

## Filmografie
- 2013: Throat Song (Kurzfilm)
- 2014: Aviliaq: Entwined (Kurzfilm)
- 2015: The Embargo Project (Film)
- 2016: Iqaluit (Film)
- 2018: The Grizzlies (Film)